# Herzog von Santisteban del Puerto

Wappen der Benavides, Herzöge von Santisteban del Puerto

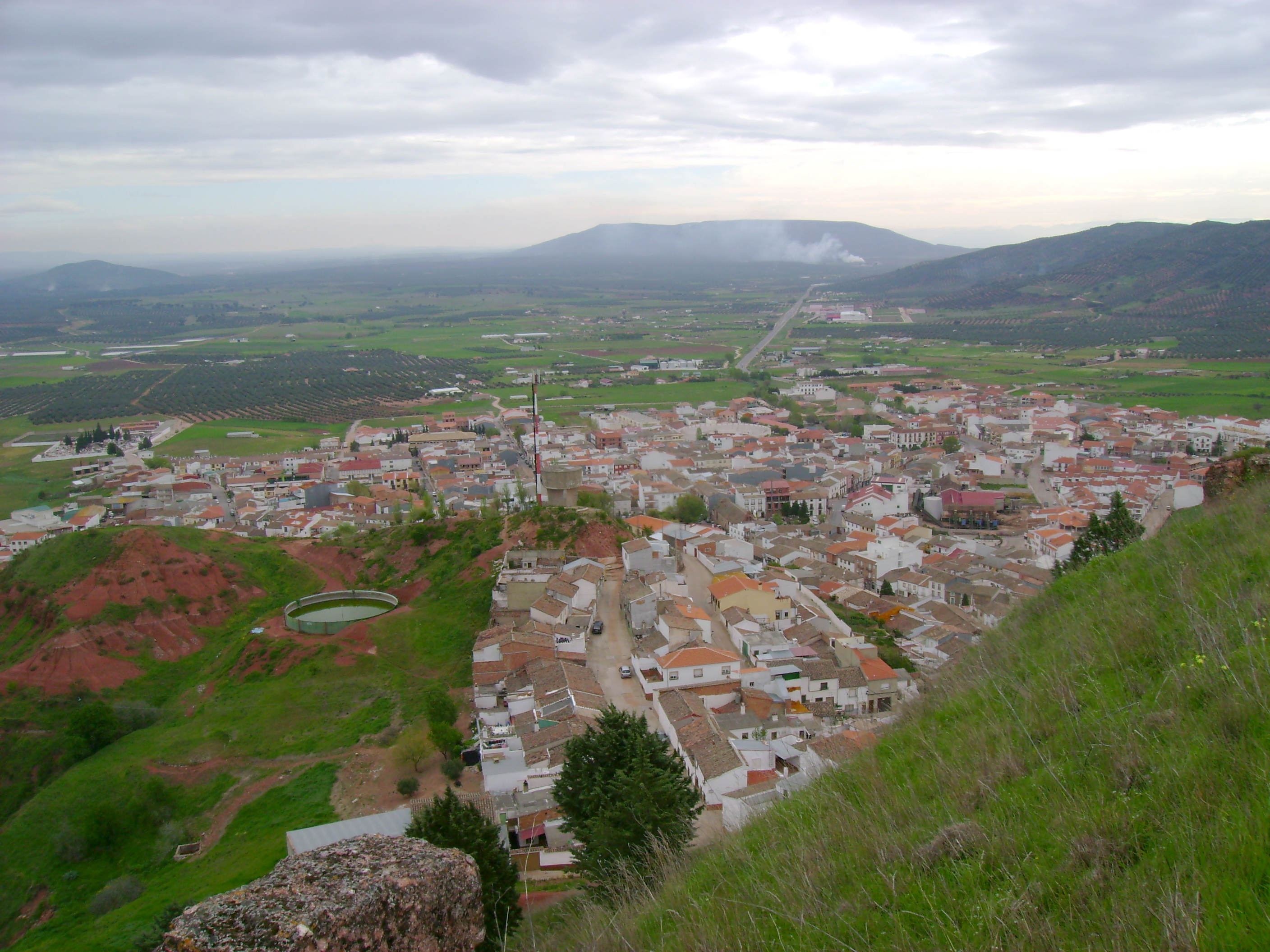
Santisteban del Puerto

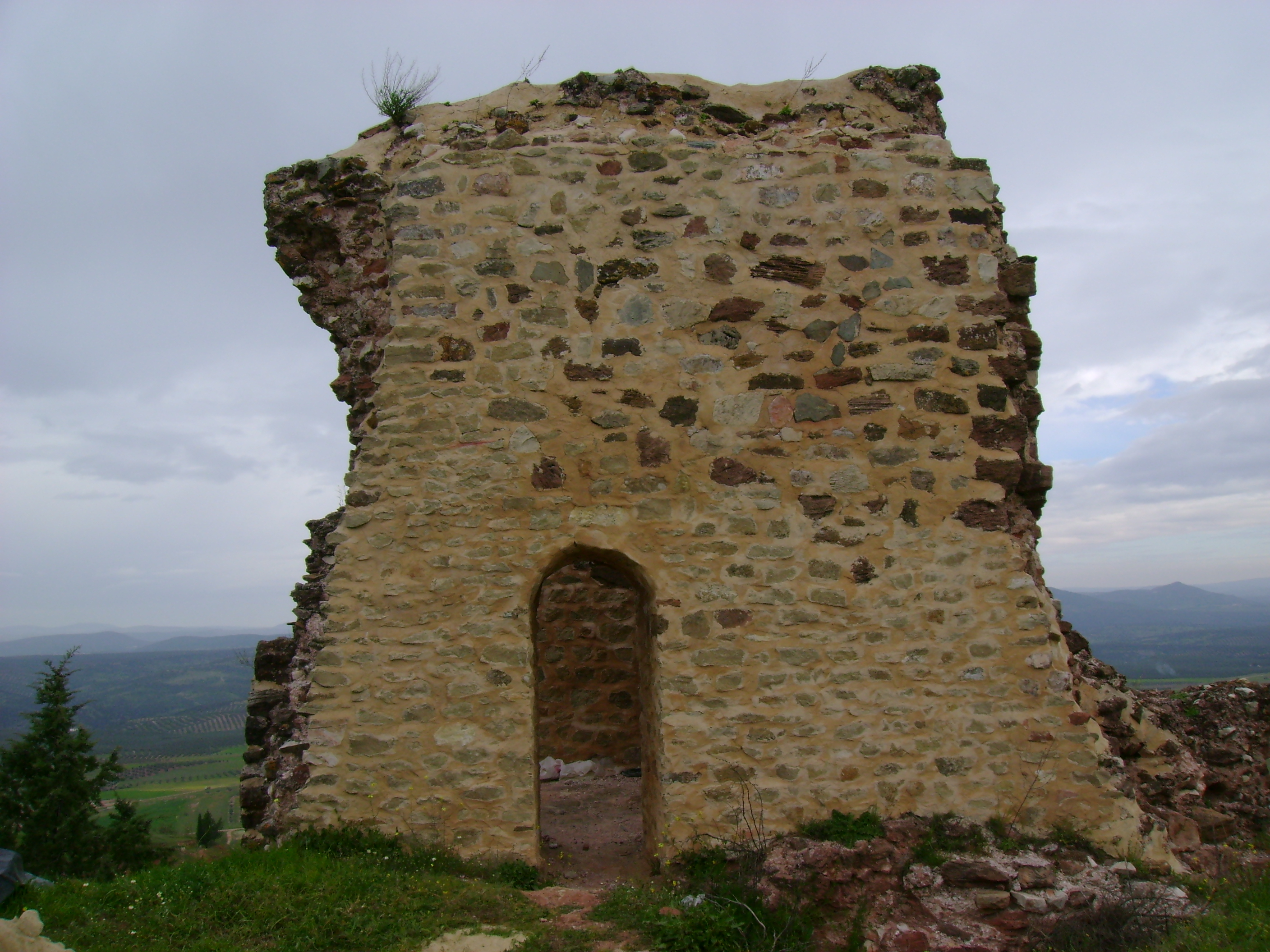
Ruine der Burg Santisteban del Puerto

Herzog von Santisteban del Puerto (Duque de Santisteban del Puerto) ist ein spanischer Adelstitel, der sich auf die andalusische Gemeinde Santisteban del Puerto in der Provinz Jaén bezieht. Er wurde 1473 vom König Heinrich IV. als Grafentitel geschaffen und 1738 von König Philipp V. zum Herzogstitel erhoben.

## Grafen von Santisteban del Puerto
- Dias Sánchez de Benavides, Sohn von Mem Rodriguez de Benavides, 12. Señor de Benavides und 5. Señor de Santisteban del Puerto, 1473 Conde de Santisteban del Puerto
- Mem Rodríguez de Benavides y Carrillo
- Francisco de Benavides y Pacheco
- Diego de Benavides y Fernández de Córdoba
- Francisco de Benavides y Mesia-Carrillo
- Diego Benavides
- Francisco de Benavides de La Cueva y Dávila
- Diego de Benavides y de la Cueva, * 1607
- Francisco de Benavides de la Cueva Dávila y Corella
- Manuel de Benavides y Aragón, 10. Conde de Santisteban del Puerto

## Herzöge von Santisteban del Puerto
- Manuel de Benavides y Aragón, 10. Conde y 1. Duque de Santisteban del Puerto
- Antonio de Benavides y de La Cueva, * 1714
- Joaquina de Benavides y Pacheco, * 1746
- Luis Joaquin Fernández de Córdoba, 14. Herzog von Medinaceli, * 1780
- Luis Tomás de Villanueva Fernández de Córdoba Figueroa y Ponce de León, * 1813
- Luis Fernández de Córdoba y Pérez de Barradas, * 1851
- Luis Jesus Fernández de Córdoba y Salabert, * 1879
- Victoria Eugenia Fernández de Córdoba, * 1917
- Luis de Medina y Fernández de Córdoba, Marqués de Cogolludo y Marqués de Solera, * 1941, 9. Duque de Santisteban del Puerto
- Victoria de Medina y Conradi * 1986